# Abschussfahrt
Abschussfahrt (Untertitel: Vier ist einer zu voll) ist ein deutscher Film von Tim Trachte. Der Film wurde von Christian Becker und seiner Firma Rat Pack Filmproduktion produziert. In den Hauptrollen spielen Tilman Pörzgen, Chris Tall und Max von der Groeben. Der Kinostart war am 21. Mai 2015.

## Handlung
Für die Schüler einer gymnasialen Oberstufe ist die Klassenfahrt nach Prag das Highlight des Jahres, denn das bedeutet: Party und Alkohol! Auch die drei Kumpel Paul, Berny und Max wollen richtig einen draufmachen, denn eigentlich gelten sie in ihrer Klasse als denkbar uncoole Verlierer. Paul hofft zudem, seiner heimlichen Liebe Juli näherzukommen. Diese verschwindet allerdings mit dem lässigen Mädchenschwarm Jonas im nobelsten Club der Stadt, während Paul als Babysitter für ihren autistischen Bruder Magnus abgestellt wird. So leicht wollen die Freunde aber nicht aufgeben: Sie füllen Magnus mit Alkohol ab und organisieren billig eine Stretchlimousine. Damit stürzen sie sich in das Nachtleben und besuchen eine Reihe von Nachtclubs, in denen sie sich volllaufen lassen. Schließlich geraten sie jedoch in Gefangenschaft von Drogendealern.

## Kritik
Der Filmdienst urteilt, „hemmungsloser Alkoholkonsum in diversen Nachtclubs reiht sich nummernrevueartig aneinander, bis eine Kriminalhandlung die Freunde ernüchtert und die Komik vom Pubertären ins Postpubertäre katapultiert, womit das Erfolgskonzept von Hangover für eine jüngere Zielgruppe adaptiert wird“. Das junge Ensemble spiele „überzeugend, es gibt einige gute und viele zotige Gags“. Dabei würden „Werte wie Freundschaft und Toleranz gefeiert, wer Böses, namentlich Drogenhandel, im Schilde führt, wird bestraft“.